# Championnats du monde de taekwondo 1983
Les Championnats du monde de taekwondo 1983 se sont déroulés du 20 au 23 octobre à Copenhague (Danemark).
51 nations étaient représentées par 353 athlètes et 42 arbitres, de nouveau en hausse après la baisse constatée lors de l'édition précédente, pour un même nombre de catégories ouvertes soit 10 une fois encore exclusivement masculines. 

## Faits remarquables

### La Corée garde la main mise
Comme pour l'édition précédente, seulement deux titres ont échappé aux Coréens:
- la catégorie des poids Welters, remportée par le turc Yilmaz Helvacioglu ;
- la catégorie des poids mi-lourds remportée par l'espagnol Ireno Fargas.

### Des champions qui confirment
- 3e podium d'affilée pour le Britannique Lindsay Lawrence, dans la catégorie des Welters
- 3e médaille de Bronze d'affilée pour l'espagnol Azofra Emilio, dans la catégorie de poids minimale.
- À noter que dans la catégorie de poids la plus faible, les mexicains remportent la médaille d'argent pour la 5e fois d'affilée en 6 édition !

## Hommes[1]
| Catégorie                                    | Or                 | Argent           | Bronze              |
| -------------------------------------------- | ------------------ | ---------------- | ------------------- |
| Poids Fin (fourchette non précisée)          | Wang Kwang-yeon    | Cesar Rodriguez  | Chan Ok Choi        |
| Poids Fin (fourchette non précisée)          | Wang Kwang-yeon    | Cesar Rodriguez  | Emilio Azofra       |
| Poids mouche (fourchette non précisée)       | Ko Jeong-ho        | Turgut Ucan      | Javier Benito       |
| Poids mouche (fourchette non précisée)       | Ko Jeong-ho        | Turgut Ucan      | Giuseppe Flotti     |
| Poids coq (fourchette non précisée)          | Han Hong-sik       | Luis Torner      | Nadar Khodamoradi   |
| Poids coq (fourchette non précisée)          | Han Hong-sik       | Luis Torner      | Geremia Di Costanzo |
| Poids plume (fourchette non précisée)        | Lee Jae-bong       | Thomas Fabula    | Ahmet Ercan         |
| Poids plume (fourchette non précisée)        | Lee Jae-bong       | Thomas Fabula    | Gustavo Sanciprian  |
| Poids léger (fourchette non précisée)        | Han Jae-ku         | Ángel Navarrete  | Michel Della Negra  |
| Poids léger (fourchette non précisée)        | Han Jae-ku         | Ángel Navarrete  | Po Nhu Ly           |
| Poids Welter (fourchette non précisée)       | Yilmaz Helvacioglu | Lindsay Lawrence | Choi Kwang-keun     |
| Poids Welter (fourchette non précisée)       | Yilmaz Helvacioglu | Lindsay Lawrence | Harald Schrmann     |
| Poids Super Welter (fourchette non précisée) | Jeong Kuk-hyeon    | Hans Brugsmans   | Patrice Remarck     |
| Poids Super Welter (fourchette non précisée) | Jeong Kuk-hyeon    | Hans Brugsmans   | Luigi D’Oriano      |
| Poids moyens (fourchette non précisée)       | Lee Dong-jun       | Jersey Long      | Bayou Charles       |
| Poids moyens (fourchette non précisée)       | Lee Dong-jun       | Jersey Long      | Richard Warwick     |
| Poids mi-lourds (fourchette non précisée)    | Ireno Fargas       | Eugan Nefedow    | John Lee            |
| Poids mi-lourds (fourchette non précisée)    | Ireno Fargas       | Eugan Nefedow    | Michael Knudsen     |
| Poids lourds (fourchette non précisée)       | Jang Seung-hwa     | Dirk Jung        | Henk Meijer         |
| Poids lourds (fourchette non précisée)       | Jang Seung-hwa     | Dirk Jung        | Francisco Fonseca   |

## Femmes
Aucune épreuve

## Tableau des médailles[4]
| Rang | Nation        | Or | Argent | Bronze | Total |
| ---- | ------------- | -- | ------ | ------ | ----- |
| 1    | Corée du Sud  | 8  | 0      | 1      | 9     |
| 2    | Espagne       | 1  | 2      | 3      | 6     |
| 3    | Turquie       | 1  | 1      | 1      | 3     |
| 4    | Allemagne     | 0  | 3      | 2      | 5     |
| 5    | Pays-Bas      | 0  | 1      | 1      | 2     |
| 5    | Mexique       | 0  | 1      | 1      | 2     |
| 7    | Canada        | 0  | 1      | 0      | 1     |
| 7    | Royaume-Uni   | 0  | 1      | 0      | 1     |
| 9    | Italie        | 0  | 0      | 3      | 3     |
| 10   | Côte d'Ivoire | 0  | 0      | 2      | 2     |
| 10   | États-Unis    | 0  | 0      | 2      | 2     |
| 12   | Australie     | 0  | 0      | 1      | 1     |
| 12   | Danemark      | 0  | 0      | 1      | 1     |
| 12   | France        | 0  | 0      | 1      | 1     |
| 12   | Iran          | 0  | 0      | 1      | 1     |